# San Diego Film Critics Society Award per il migliore attore

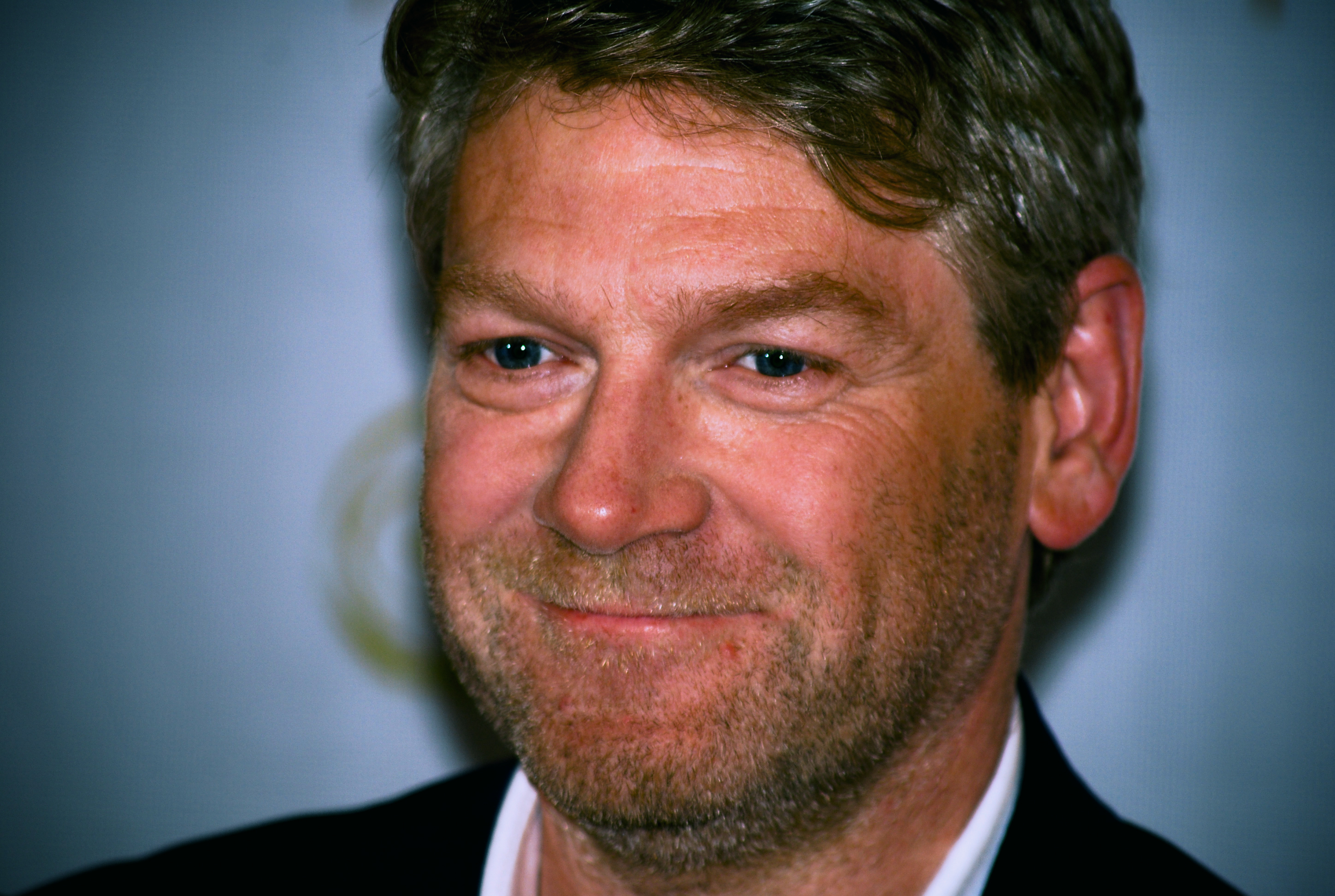
Kenneth Branagh è stato il primo vincitore del premio per la sua interpretazione in Hamlet

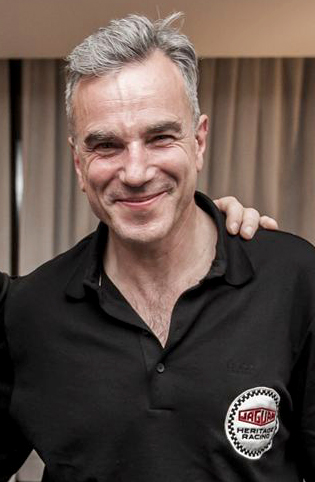
Daniel Day-Lewis è l'unico attore ad avere vinto il premio due volte, per la sua interpretazione in Il petroliere e Lincoln

Il San Diego Film Critics Society Award per il migliore attore (San Diego Film Critics Society Award for Best Actor) è un premio assegnato nell'ambito del San Diego Film Critics Society Awards dal 1996 al migliore attore in una pellicola cinematografica.

## Vincitori e candidati
I vincitori sono indicati in grassetto, a seguire gli altri candidati.

### Anni 1990-1999
- 1996 - Kenneth Branagh - Hamlet
- 1997 - Jack Nicholson - Qualcosa è cambiato (As Good as It Gets)
- 1998 - Ian McKellen - Demoni e dei (Gods and Monsters)
- 1999 - Kevin Spacey - American Beauty
  - Russell Crowe - Insider - Dietro la verità (The Insider)

### Anni 2000-2009
- 2000 - Russell Crowe - Il gladiatore (The Gladiator)
  - Mark Ruffalo - Conta su di me (You Can Count on Me)
- 2001 - Guy Pearce - Memento
  - Russell Crowe - A Beautiful Mind
- 2002 - Daniel Day-Lewis - Gangs of New York
  - Jack Nicholson - A proposito di Schmidt (About Schmidt)
- 2003 - Chiwetel Ejiofor - Piccoli affari sporchi (Dirty Pretty Things)
- 2004 - Jim Carrey - Se mi lasci ti cancello (Eternal Sunshine of the Spotless Mind)
- 2005 - Philip Seymour Hoffman - Truman Capote - A sangue freddo (Capote)
- 2006 - Ken Takakura - Mille miglia... lontano (Qian li zou dan ji)
- 2007 - Daniel Day-Lewis - Il petroliere (There Will Be Blood)
  - Viggo Mortensen - La promessa dell'assassino (Eastern Promises)
  - Russell Crowe - Quel treno per Yuma (3:10 to Yuma)
- 2008 - Mickey Rourke - The Wrestler
- 2009 - Colin Firth - A Single Man
  - George Clooney - Tra le nuvole (Up in the Air)
  - Matt Damon - The Informant!
  - Ben Foster - Oltre le regole - The Messenger (The Messenger)
  - Christian McKay - Me and Orson Welles
  - Viggo Mortensen- The Road
  - Jeremy Renner - The Hurt Locker

### Anni 2010-2019
- 2010 - Colin Farrell - Ondine - Il segreto del mare (Ondine)
  - Aaron Eckhart - Rabbit Hole
  - Jesse Eisenberg - The Social Network
  - Colin Firth - Il discorso del re (The King's Speech)
  - James Franco - 127 ore (127 Hours)
- 2011 - Michael Shannon - Take Shelter
  - George Clooney – Paradiso amaro (The Descendants)
  - Jean Dujardin – The Artist
  - Brendan Gleeson – Un poliziotto da happy hour (The Guard)
  - Brad Pitt – L'arte di vincere (Moneyball)
- 2012 - Daniel Day-Lewis - Lincoln
  - Bradley Cooper – Il lato positivo - Silver Linings Playbook (Silver Linings Playbook)
  - John Hawkes – The Sessions - Gli incontri (The Sessions)
  - Hugh Jackman – Les Misérables
  - Joaquin Phoenix – The Master
- 2013 - Oscar Isaac – A proposito di Davis (Inside Llewyn Davis)
  - Chiwetel Ejiofor – 12 anni schiavo (12 Years a Slave)
  - Joaquin Phoenix – Lei (Her)
  - Matthew McConaughey – Dallas Buyers Club
  - Tom Hanks – Captain Phillips - Attacco in mare aperto (Captain Phillips)
- 2014 - Jake Gyllenhaal - Lo sciacallo - Nightcrawler (Nightcrawler)
  - Ralph Fiennes - Grand Budapest Hotel (The Grand Budapest Hotel)
  - Brendan Gleeson - Calvario (Calvary)
  - Tom Hardy - Locke
  - Michael Keaton - Birdman
  - Eddie Redmayne -  La teoria del tutto (The Theory of Everything)
- 2015 - Leonardo DiCaprio – Revenant - Redivivo (The Revenant)
  - Bryan Cranston – L'ultima parola - La vera storia di Dalton Trumbo (Trumbo)
  - Matt Damon – Sopravvissuto - The Martian (The Martian)
  - Jason Segel – The End of the Tour - Un viaggio con David Foster Wallace (The End of the Tour)
  - Jacob Tremblay – Room
- 2016 - Casey Affleck – Manchester by the Sea
  - Adam Driver – Paterson
  - Joel Edgerton – Loving
  - Ryan Gosling – La La Land
  - Jake Gyllenhaal – Animali notturni (Nocturnal Animals)
  - Chris Pine – Hell or High Water
  - Viggo Mortensen – Captain Fantastic
- 2017 - James McAvoy - Split
  - Gary Oldman - L'ora più buia (Darkest Hour)
  - James Franco - The Disaster Artist
  - Timothée Chalamet - Chiamami col tuo nome (Call Me by Your Name)
  - Robert Pattinson - Good Time
- 2018 - Ethan Hawke - First Reformed - La creazione a rischio (First Reformed)
  - Christian Bale - Vice - L'uomo nell'ombra (Vice)
  - Lucas Hedges - Boy Erased - Vite cancellate (Boy Erased)
  - Viggo Mortensen - Green Book
  - John C. Reilly - I fratelli Sisters (The Sisters Brothers)
- 2019 - Adam Driver - Storia di un matrimonio (Marriage Story) e Joaquin Phoenix - Joker
  - Christian Bale - Le Mans '66 - La grande sfida (Ford v Ferrari)
  - Eddie Murphy - Dolemite Is My Name
  - Adam Sandler - Diamanti grezzi (Uncut Gems)

### Anni 2020-2029
- 2020 - Riz Ahmed - Sound of Metal
  - Anthony Hopkins - The Father - Nulla è come sembra (The Father)
  - Chadwick Boseman - Ma Rainey's Black Bottom
  - Brian Dennehy - Driveways
  - Steven Yeun - Minari
- 2021 - Nicolas Cage - Pig - Il piano di Rob (Pig)
  - Andrew Garfield - Tick, Tick... Boom!
  - Benedict Cumberbatch - Il potere del cane (The Power of the Dog)
  - Peter Dinklage - Cyrano
  - Jude Hill - Belfast
- 2022 - Colin Farrell - Gli spiriti dell'isola (The Banshees of Inisherin)
  - Austin Butler - Elvis
  - Ralph Fiennes - The Menu
  - Brendan Fraser - The Whale
  - Gabriel LaBelle - The Fabelmans
- 2023 - Jeffrey Wright - American Fiction
  - Paul Giamatti - The Holdovers - Lezioni di vita (The Holdovers)
  - Colman Domingo - Rustin
  - Zac Efron - The Warrior: The Iron Claw (The Iron Claw)
  - Cillian Murphy - Oppenheimer
- 2024 - Colman Domingo - Sing Sing
  - Daniel Craig - Queer
  - Adrien Brody - The Brutalist
  - Timothée Chalamet - A Complete Unknown
  - Ralph Fiennes - Conclave